# Países Bajos meridionales

La Región de los Países Bajos, incluyendo todas sus entidades a nivel político. La frontera entre los Países Bajos meridionales y septentrionales aparece marcada en rojo

Los Países Bajos meridionales (en neerlandés: Zuidelijke Nederlanden, en francés: Pays-Bas méridionaux), también denominados Países Bajos del Sur o Países Bajos católicos, eran la parte de la Región de los Países Bajos controlados en gran medida por España (1556-1714), más tarde Austria (1714-94) y ocupada por Francia (1794-1814). La región incluía también una serie de estados más pequeños que nunca fueron gobernados por España o Austria: el Principado de Lieja, el Principado de Stavelot-Malmedy, el Condado de Bouillon, el Condado de Horne (anexionado en 1568 a Lieja) y la Abadía Imperial de Thorn. Los Países Bajos del Sur formaban parte del Sacro Imperio Romano Germánico hasta que toda la zona fue anexionada por la Francia revolucionaria en 1795.
Los Países Bajos meridionales abarcaban la mayor parte de los actuales Bélgica y Luxemburgo, algunas partes de los Países Bajos y Alemania (la región del Alto Güeldres, ahora dividida entre Alemania y la provincia neerlandesa de Limburgo y en 1714 cedida en gran parte a Prusia y la zona de Bitburg en Alemania, (entonces parte de Luxemburgo), así como, hasta 1678, la mayor parte de la actual región de Nord-Pas-de-Calais (Condado de Artois) y la zona de Thionville (perdida con el Tratado de los Pirineos en 1659) en el norte de Francia.